# Александру-чел-Бун (село)
Александру-чел-Бун (рум. Alexandru cel Bun) — село в Молдові у Сороцькому районі. Входить до складу комуни Воловіца.
Назване в честь молдовського господаря Олександра Доброго.